# Elżbieta Żebrowska
Elżbieta Regina Żebrowska (* 27. März 1945 in Warschau als Elżbieta Bednarek; † 23. Dezember 2021 ebenda) war eine polnische Leichtathletin.
Elżbieta Żebrowska, die für den KS Warszawianka startete, siegte 1964 bei den Europäischen Juniorenspielen in Warschau über 80 m Hürden. Bei den Europameisterschaften 1966 in Budapest gewann sie Gold in der 4-mal-100-Meter-Staffel und Bronze über 80 m Hürden.
Bei den Olympischen Sommerspielen 1968 in Mexiko-Stadt wurde sie Siebte über 80 m Hürden. Zwei Jahre später schied sie bei den Europäischen Hallenspielen in Belgrad über 50 m Hürden im Vorlauf aus.
1966 wurde sie Polnische Meisterin über 80 m Hürden.

## Persönliche Bestzeiten
- 100 m: 11,6 s, 23. August 1963, Bydgoszcz
- 80 m Hürden: 10,66 s, 18. Oktober 1968, Mexiko-Stadt